# Lijst van fractievoorzitters van de ChristenUnie in de Tweede Kamer
Hieronder staat een lijst van fractievoorzitters van de ChristenUnie in de Tweede Kamer.

## Fractievoorzitters
| Fractievoorzitter        | Fractievoorzitter                    | Termijn                             | Periode    |
| ------------------------ | ------------------------------------ | ----------------------------------- | ---------- |
|                          | dr. K. (Kars) Veling (1948–2025)     | 23 mei 2002 – 12 november 2002      | 2002–2003  |
| A. (André) Rouvoet       | mr. A. (André) Rouvoet (1962)        | 12 november 2002 – 22 februari 2007 | 2002–2003  |
| A. (André) Rouvoet       | mr. A. (André) Rouvoet (1962)        | 12 november 2002 – 22 februari 2007 | 2003–2006  |
| A. (André) Rouvoet       | mr. A. (André) Rouvoet (1962)        | 12 november 2002 – 22 februari 2007 | 2006–2010  |
| A. (Arie) Slob           | drs. A. (Arie) Slob (1961)           | 22 februari 2007 – 17 juni 2010     |            |
| A. (André) Rouvoet       | mr. A. (André) Rouvoet (1962)        | 17 juni 2010 – 28 april 2011        | 2010–2012  |
| A. (Arie) Slob           | drs. A. (Arie) Slob (1961)           | 28 april 2011 – 10 november 2015    | 2010–2012  |
| A. (Arie) Slob           | drs. A. (Arie) Slob (1961)           | 28 april 2011 – 10 november 2015    | 2012–2017  |
| G.J.M. (Gert-Jan) Segers | drs. G.J.M. (Gert-Jan) Segers (1969) | 10 november 2015 – 17 januari 2023  |            |
| G.J.M. (Gert-Jan) Segers | drs. G.J.M. (Gert-Jan) Segers (1969) | 10 november 2015 – 17 januari 2023  | 2017–2021  |
| G.J.M. (Gert-Jan) Segers | drs. G.J.M. (Gert-Jan) Segers (1969) | 10 november 2015 – 17 januari 2023  | 2021–2023  |
| Mirjam Bikker            | mr. M.H. (Mirjam) Bikker (1982)      | 17 januari 2023 – heden             |            |
| Mirjam Bikker            | mr. M.H. (Mirjam) Bikker (1982)      | 17 januari 2023 – heden             | 2023–heden |